# Olena Demydenko
Olena Demydenko (ukrainisch Олена Демиденко; * 17. Juni 1985; † 18. Juni 2013) war eine ukrainische Biathletin.
Olena Demydenko erreichte ihren größten internationalen Erfolg schon im Alter von 15 Jahren, als sie an der Seite von Tetjana Lytowtschenko, Ljudmyla Sahajdak und Olena Subrylowa bei den Sommerbiathlon-Weltmeisterschaften 2001 in Jamrozowa Polana mit der ukrainischen Frauenstaffel hinter Russland und Weißrussland die Bronzemedaille gewann. Danach kam sie international nur noch auf Juniorenebene zum Einsatz. Bei den Juniorenweltmeisterschaften 2001 in Ridnaun wurde Demydenko 41. des Einzels, 19. des Sprints, 29. der Verfolgung und mit der Staffel 12. Es folgten im selben Jahr die Juniorinnenrennen der Europameisterschaften in Kontiolahti, bei denen die Ukrainerin 21. des Einzels, 26. des Sprints, 24. der Verfolgung und mit Tatyana Litovchenko und Nina Karassewytsch Staffel-Sechste wurde. 2003 lief sie in Kościelisko bei den Juniorenweltmeisterschaften und wurde 22. des Einzels, 16. des Sprints, 29 der Verfolgung sowie Neunte im Staffelrennen, 2005 wurde sie in Haute-Maurienne 33. des Einzels, 13. des Sprints, 17. der Verfolgung und Sechste mit der Staffel. Bei den Juniorinnenrennen der Europameisterschaften 2004 in Minsk kam Demydenko auf den 19. Platz im Einzel und wurde sowohl im Sprint- als auch im Verfolgungsrennen 24. Letzte internationale Meisterschaft wurden die Juniorenweltmeisterschaften 2005 in Kontiolahti, wo sie 37. des Einzels, 18. des Sprints, 20. der Verfolgung und mit Nina Karassewytsch und Olena Pidhruschna Staffel-Siebte wurde.
Nach ihrer aktiven Karriere wurde Demydenko Trainerin. Sie wurde am 18. Juni 2013 erstochen vor ihrem Haus aufgefunden, Täter soll der mittlerweile flüchtige Lebensgefährte gewesen sein.